# Lyne Metcalfe

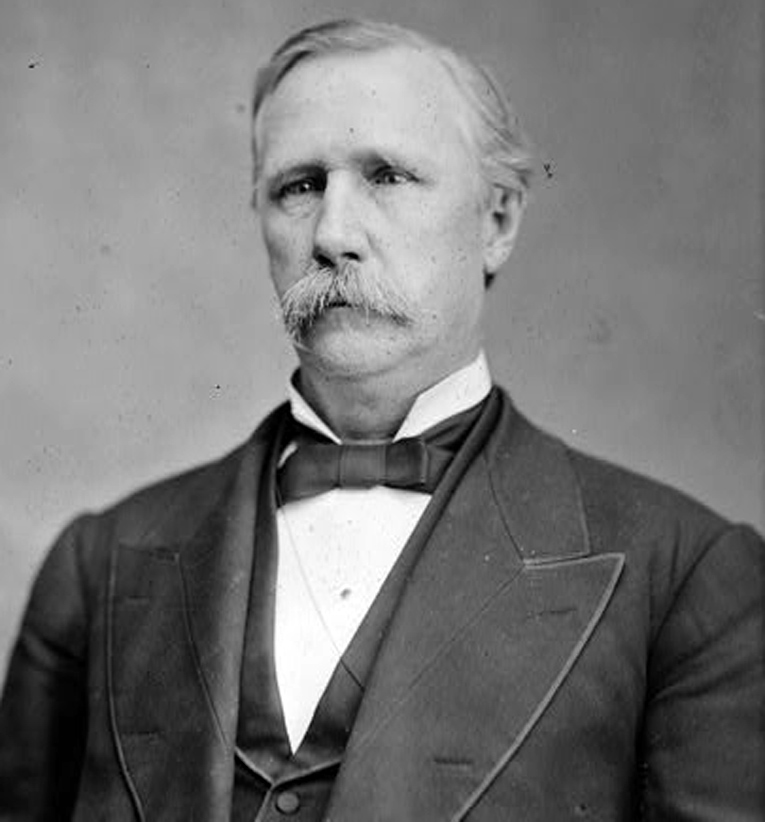
Lyne Metcalfe

Lyne Shackelford Metcalfe (* 21. April 1822 in Madisonville, Kentucky; † 31. Januar 1906 in Kirkwood, Missouri) war ein US-amerikanischer Politiker. Zwischen 1877 und 1879 vertrat er den Bundesstaat Missouri im US-Repräsentantenhaus.

## Werdegang
Lyne Metcalfe besuchte die öffentlichen Schulen seiner Heimat und danach das Shurtleff College in Alton (Illinois) sowie das Illinois College in Jacksonville. Seit 1844 arbeitete er in Alton im Handel. In dieser Stadt begann er auch eine politische Laufbahn: Er wurde Mitglied im dortigen Gemeinderat und schließlich Bürgermeister. Während des Bürgerkrieges diente Metcalfe im Heer der Union, in dem er es bis zum Oberst brachte. Nach dem Krieg lebte er in St. Louis (Missouri), wo er im Handwerk tätig wurde. Auch in seiner neuen Heimatstadt saß er im Stadtrat.
Bei den Kongresswahlen des Jahres 1876 wurde Metcalfe als Kandidat der Republikanischen Partei im dritten Wahlbezirk von Missouri gegen Richard Graham Frost in das US-Repräsentantenhaus in Washington, D.C. gewählt, wo er am 4. März 1877 die Nachfolge von William Henry Stone antrat. Frost legte erfolglos gegen den Ausgang der Wahl Widerspruch ein. Da Metcalfe im Jahr 1878 nicht bestätigt wurde, konnte er bis zum 3. März 1879 nur eine Legislaturperiode im Kongress absolvieren.
Nach seinem Ausscheiden aus dem US-Repräsentantenhaus zog sich Lyne Metcalfe wieder aus der Politik zurück. Er starb am 31. Januar 1906 in Kirkwood und wurde im benachbarten Alton beigesetzt.